# Corowa
Corowa är en ort i Australien. Den ligger i kommunen Corowa Shire och delstaten New South Wales, i den sydöstra delen av landet, omkring 500 kilometer sydväst om delstatshuvudstaden Sydney.
Runt Corowa är det mycket glesbefolkat, med 7 invånare per kvadratkilometer.. Corowa är det största samhället i trakten. 
Trakten runt Corowa består till största delen av jordbruksmark. Genomsnittlig årsnederbörd är 1 060 millimeter. Den regnigaste månaden är juli, med i genomsnitt 135 mm nederbörd, och den torraste är november, med 44 mm nederbörd.